# 左焕琮
左焕琮（1945年6月6日—2017年2月15日），男，湖南湘阴人，中国神经外科专家，曾任清华大学第二附属医院院长，中国生物物理学会理事。

## 家族
高祖父左宗棠。父亲左景鉴。姐姐左焕琛。